# Selbstreferenzialität

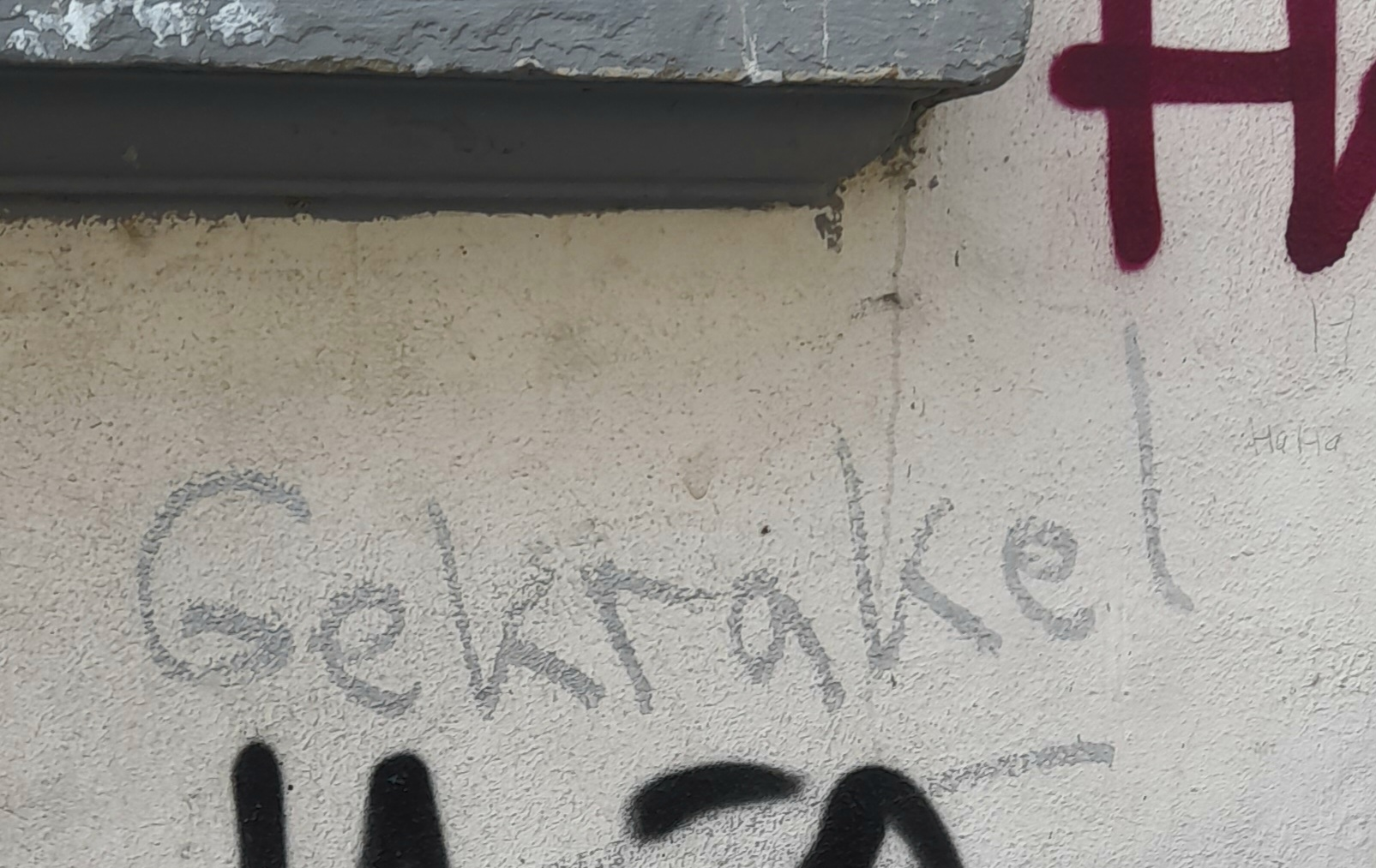
Ob Vandalismus oder Street Art: Dieser Schriftzug an einer Hauswand in Bonn nimmt auf sich selbst Bezug.

Die Selbstreferenzialität (von lateinisch referre „sich auf etwas beziehen“), auch Autoreferenzialität, Selbstreferenzialität, Selbstreferenz und Selbstbezüglichkeit, ist ein Begriff, der beschreibt, wie ein Symbol, eine Idee oder Aussage (oder ein Modell, Bild oder eine Geschichte) auf sich selbst Bezug nimmt. Abgeleitet wird der Begriff durch die Identität von Symbol und Referent (Bezugsobjekt).
Im engeren Sinn hat der Begriff eine rein logische Bedeutung. Je nach Bereich werden damit unterschiedliche Bezugsobjekte angesprochen.

## Logische Paradoxien
Das Konzept der Selbstreferenz ist (u. a. im Zusammenhang mit Cantors Diagonalmethode, Russells Antinomie und Gödels Unvollständigkeitssatz) des Öfteren erkenntnistheoretisch untersucht worden.
Verschiedene logische Aussagen oder Theorien können im Widerspruch zusammengesetzt und damit in sich sinnentstellt werden und logische Paradoxien erzeugen. In Gödel, Escher, Bach wird dies als „Seltsame Schleife“ bezeichnet.
- Lügner-Paradox: „Dieser Satz ist nicht wahr.“
- Das Barbier-Paradoxon: „Der (einzige) Barbier eines Dorfes rasiert all jene (und nur jene), die sich nicht selbst rasieren.“

Eine Aussage ohne Selbstwiderspruch ist aber immer in sich stimmig und selbstreferenziell. Jede der klassischen Paradoxien kann durch Alfred Tarskis metasprachliches Schema der Konvention T logisch formal heruntergebrochen werden: Die Aussage „x-Paradox ist der Fall“ ist wahr, wenn x-Paradox der Fall ist. Den Paradoxien fehlt die sprachliche Eigenschaft der Gleichsetzung.

## Anwendung

### Erkenntnistheorie, Philosophie bzw. Logik
Denken über Denken.

### Sprache, Informatik, Mathematik
Sätze, die sich auf sich selbst beziehen, wie zum Beispiel: „Dieser Satz wurde von einem Computer aus dem Japanischen übersetzt“. (Dieser Satz ist im Japanischen unsinnig.)

### Systemtheorie
Dies ist eine empirische Anwendung. Man versucht (lebende, soziale) Systeme zu beschreiben, die selbst-referenziell sein sollen. Der Begriff kann im systemtheoretischen Zusammenhang mit dem der Autopoiesis betrachtet werden.
Selbstbezügliche Systeme stabilisieren sich auf sich selbst und schließen sich darin von ihrer Umwelt ab. Dadurch gewinnen sie Beständigkeit und ermöglichen Systembildung und manchmal objektivistische Identität. Selbstreferenzielle Systeme sind „operational geschlossen“. In ihren Prozessen beziehen sie sich nur auf sich selbst und greifen nicht in ihre Umwelt hinaus. Sie reagieren nur noch auf Veränderungen in ihrem eigenen System. Die Ressourcenschöpfung ist unabhängig davon zu betrachten.

### Politik
In der politischen Wissenschaft und Verfassungslehre nennt man selbstreferenziell ein politisches System, das die Bedingungen seiner Fortexistenz ständig aus sich selbst reproduziert. Eine offene Gesellschaft ist nicht möglich, wenn Machteliten nur noch ihren eigenen Gesetzmäßigkeiten gehorchen. In der Soziologie sieht man Selbstreferenzialität als ein Merkmal des Parteienstaates. Der Richter des Bundesverfassungsgerichts Peter M. Huber warnte, „dass das Wahlrecht, die Ausgestaltung der Politikfinanzierung, das Fehlen direkter Demokratie auf Bundesebene sowie die Organisationsstrukturen der politischen Parteien die Selbstreferenzialität des politischen Systems begünstigen und die Sprachlosigkeit zwischen Bürgern und Politik verstärken.“